# Curiosité (objet)
Pour les articles homonymes, voir curiosité.
 (décembre 2017).
Si vous disposez d'ouvrages ou d'articles de référence ou si vous connaissez des sites web de qualité traitant du thème abordé ici, merci de compléter l'article en donnant les références utiles à sa vérifiabilité et en les liant à la section « Notes et références ».
Le nom curiosité employé pour désigner un objet apparaît avec les collectionneurs en Europe, qui ont commencé à chercher des objets rares, insolites ou exotiques.
La chasse aux curiosités est devenu un passe-temps à la mode alors que les premiers géologues exposaient des séries de fossiles, à la fois objets de science et de divertissement, et que les premiers taxinomistes commençaient à donner au vivant ses premières catégories scientifiques.
Un certain nombre d'objets naturels, échappant aux classifications disponibles, étaient relégués dans un cabinet de curiosités, échappatoire imaginaire d'une science à l'aube du positivisme méthodique. 
Par extension, le nom curiosité s'étend à tout objet, naturel ou fabriqué, qui rechigne à dévoiler sa nature ou ses origines, ou propose une configuration rare.